# Pachydota albiceps
Pachydota albiceps là một loài bướm đêm thuộc phân họ Arctiinae, họ Erebidae.